# Bractechlamys corallinoides
Bractechlamys corallinoides is een tweekleppigensoort uit de familie van de Pectinidae. De wetenschappelijke naam van de soort is voor het eerst geldig gepubliceerd in 1839 door Orbigny in Webb & Berthelot.